# Biologiska museet, Södertälje

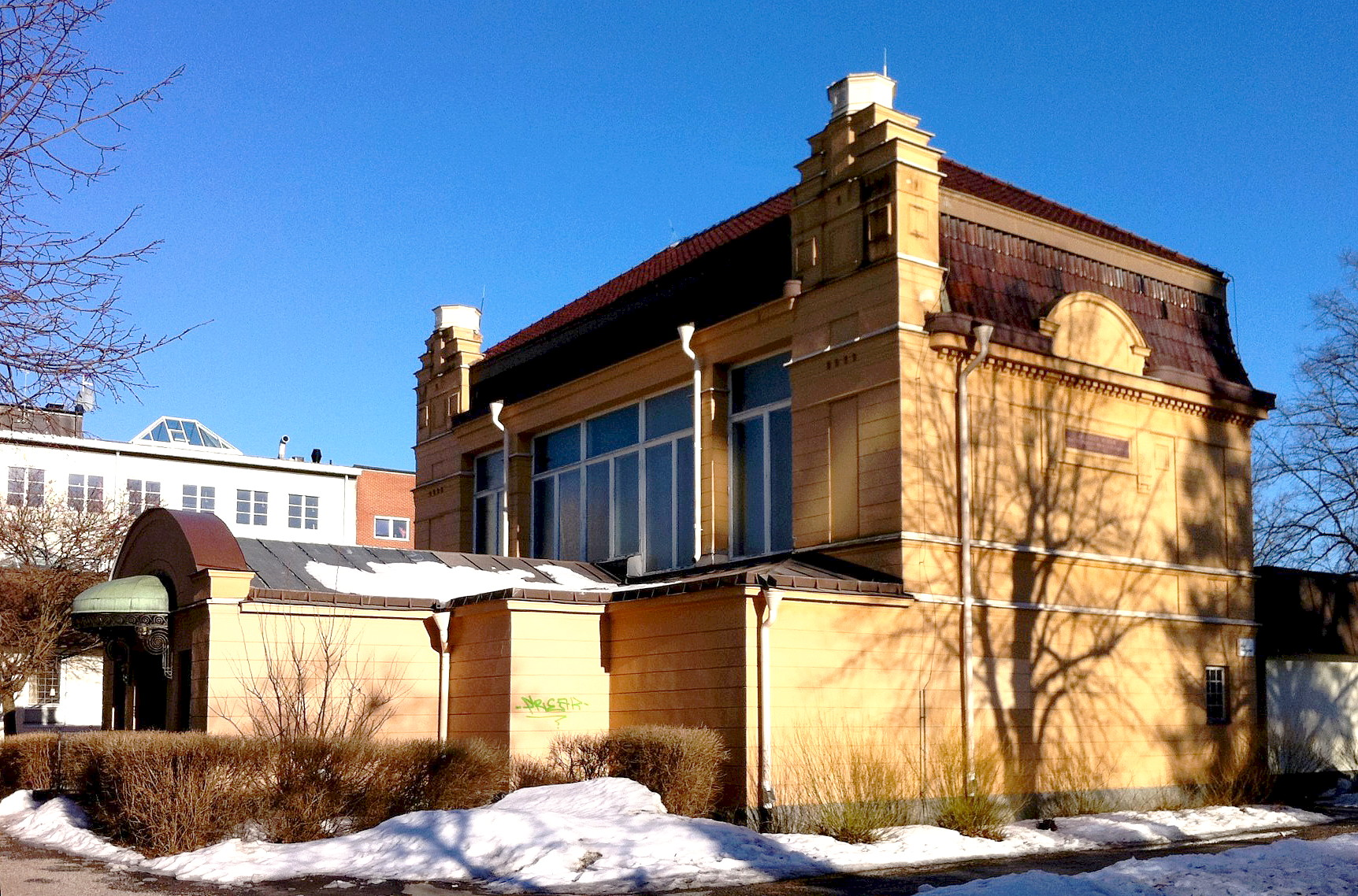
Biologiska museet, 2011.

Biologiska Museet är ett kommunägt biologimuseum vid Erik Dahlbergs väg 1–3 i Södertälje. 
Museet visar uppstoppade däggdjur och fåglar från de sörmländska omgivningarna i sina naturliga miljöer. Totalt har man samlat över 100 olika arter i lokalerna. 
Museet öppnades i november 1913 och är Södertäljes äldsta museum.

## Historik

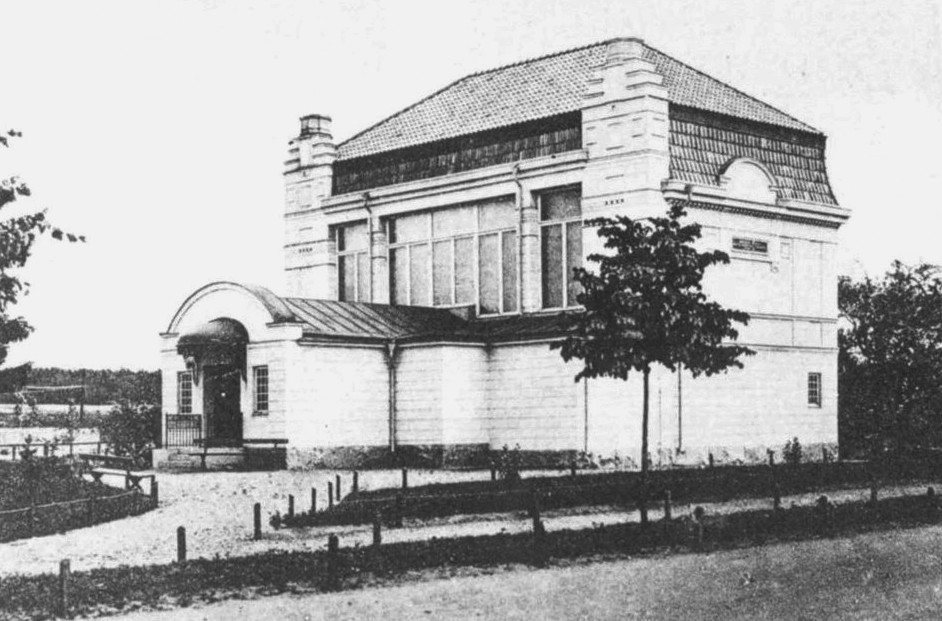
Biologiska museet, 1913.

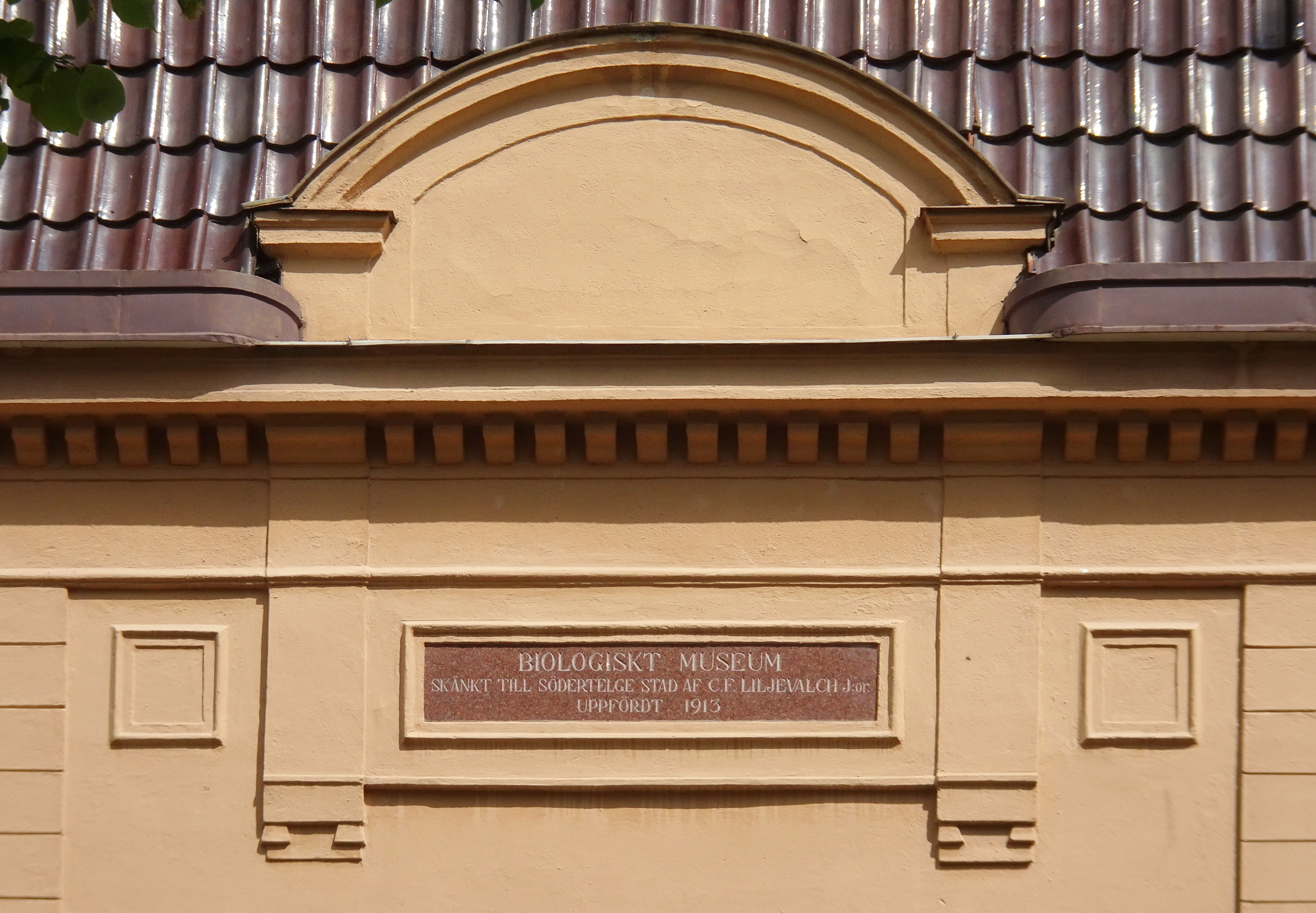
Minnestavla.

Biologiska museet var en gåva till staden från mecenaten Carl Fredrik Liljevalch, ägare av Saltskogs gård. Byggnaden uppfördes i jugend efter ritningar av arkitekt Hjalmar Cederström och stod färdigt 1913. Byggkostnaden blev 25 000 kronor och inredningen inklusive uppstoppade djur och miljöer kostade 10 000 kronor. Museet, som hälsades med "odelad tillfredsställelse och beundran", byggdes ursprungligen som studiesamling för två närbelägna skolor (dagens Telgegymnasiet och Rosenborgsskolan) men för att öka folkbildningen välkomnades även allmänheten. 
Utställningarna skapades av Gustaf Kolthoff och hans son Kjell Kolthoff (1871-1947). Gustav Kolthoff blev 1878 konservator vid Uppsala universitets zoologiska museum och gestaltade även Biologiska museet i Stockholm och Biotopia i Uppsala.
Kjell Kolthoff målade de naturtrogna dioramorna som än i dag finns kvar i museet. Museet totalrenoverades år 1970, för att återinvigas 1983. Sedan restaureringen har museet drivits av Torekällbergets museum.